# Parramatta River
Der Parramatta River ist ein Wasserweg in Sydney in Australien. Er ist neben den kleineren Flüssen Lane Cove River und Duck River der wichtigste Nebenfluss des Hafens von Sydney (Port Jackson).

## Verlauf
Der Fluss beginnt am Zusammenfluss von Toongabbie Creek und Darling Mills Creek westlich von Parramatta City und fließt in östlicher Richtung bis auf eine Linie Greenwich Point (Greenwich) – Robinsons Point (Birchgrove). An dieser Stelle, immer noch 21 Kilometer vom Meer entfernt, mündet er in den Port Jackson.
Die gesamte Einzugsfläche des Flusses umfasst ein Gebiet von ungefähr 130 km² und gilt bis zum Charles-Street-Wehr in Parramatta City, rund 30 Kilometer westlich der Sydney Heads, als Ästuar.

### Nebenflüsse
Die Nebenflüsse des Parramatta River sind:
- Lane Cove River
- Hawthorne Canal
- Iron Cove Creek
- Powells Creek
- Haslams Creek
- Duck River
- Subiaco Creek
- Vineyard Creek
- Clay Cliff Creek

## Verwaltung
Der gesamte Hafen von Sydney mit all seinen Nebenflüssen unterliegt heute einem langfristigen Catchment Management Plan. Die Regierung hat örtliche Zuständigkeiten durch Wasserwirtschaftsämter nahezu abgeschafft.
Die Regierung von New South Wales fährt eine festgelegte Politik der öffentlichen Zugänglichkeit zu den Ufern des Hafens und des Flusses. Dies schließt auch Uferabschnitte in privater Hand ein, die bei Ebbe aber frei zugänglich sind. Anlegeplätze und Jachthäfen fallen unter die Zuständigkeit des NSW Maritime, die sich um den Betrieb des Hafens, das Flussbett und den Meeresboden kümmern. In einigen Buchten gibt es Pontonanleger, meist in privater Hand, aber einige auch in Verbindung mit kommerziellen Anlegestellen.

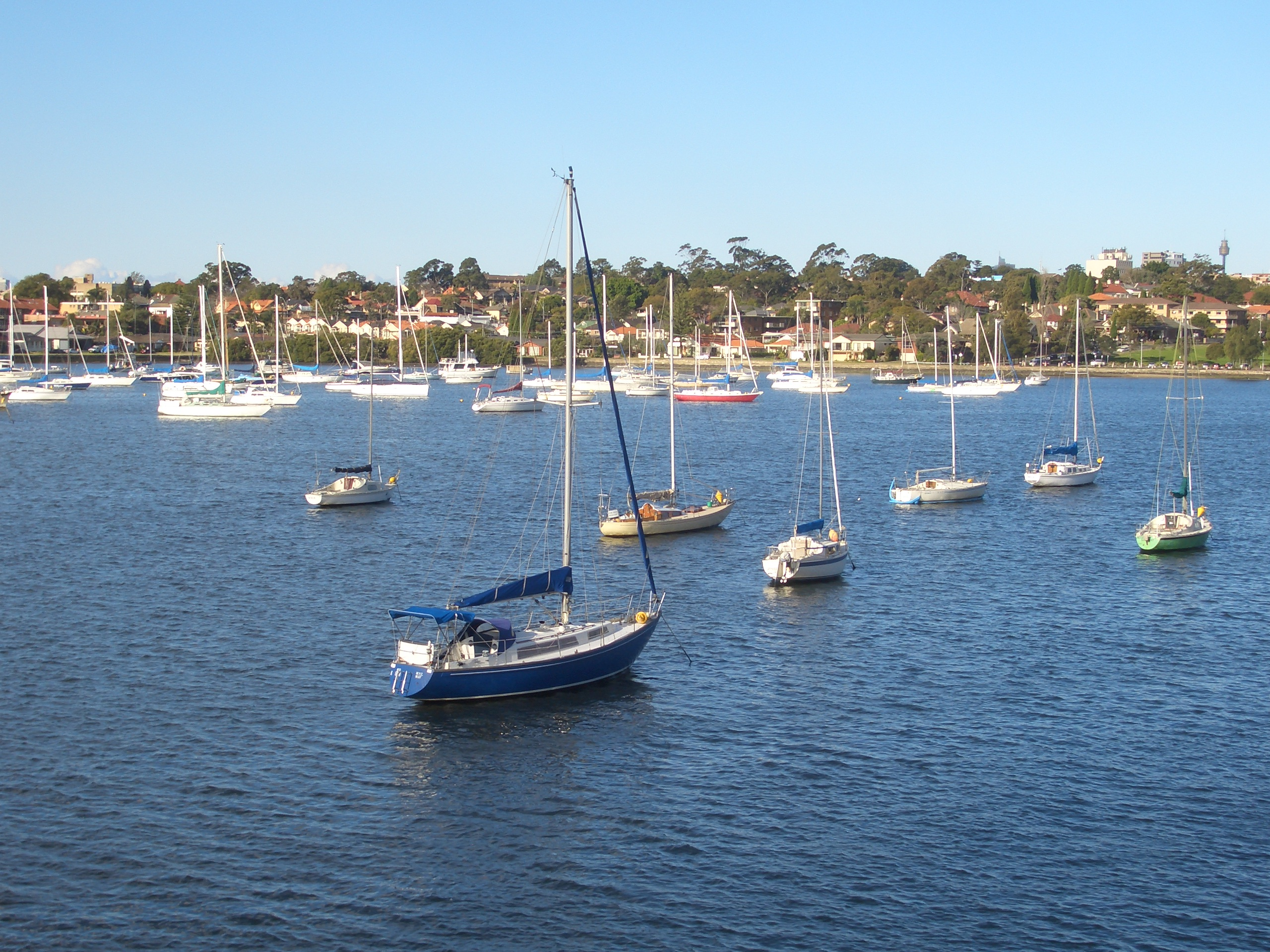
Parramatta River an der Five Dock Bay in Drummoyne
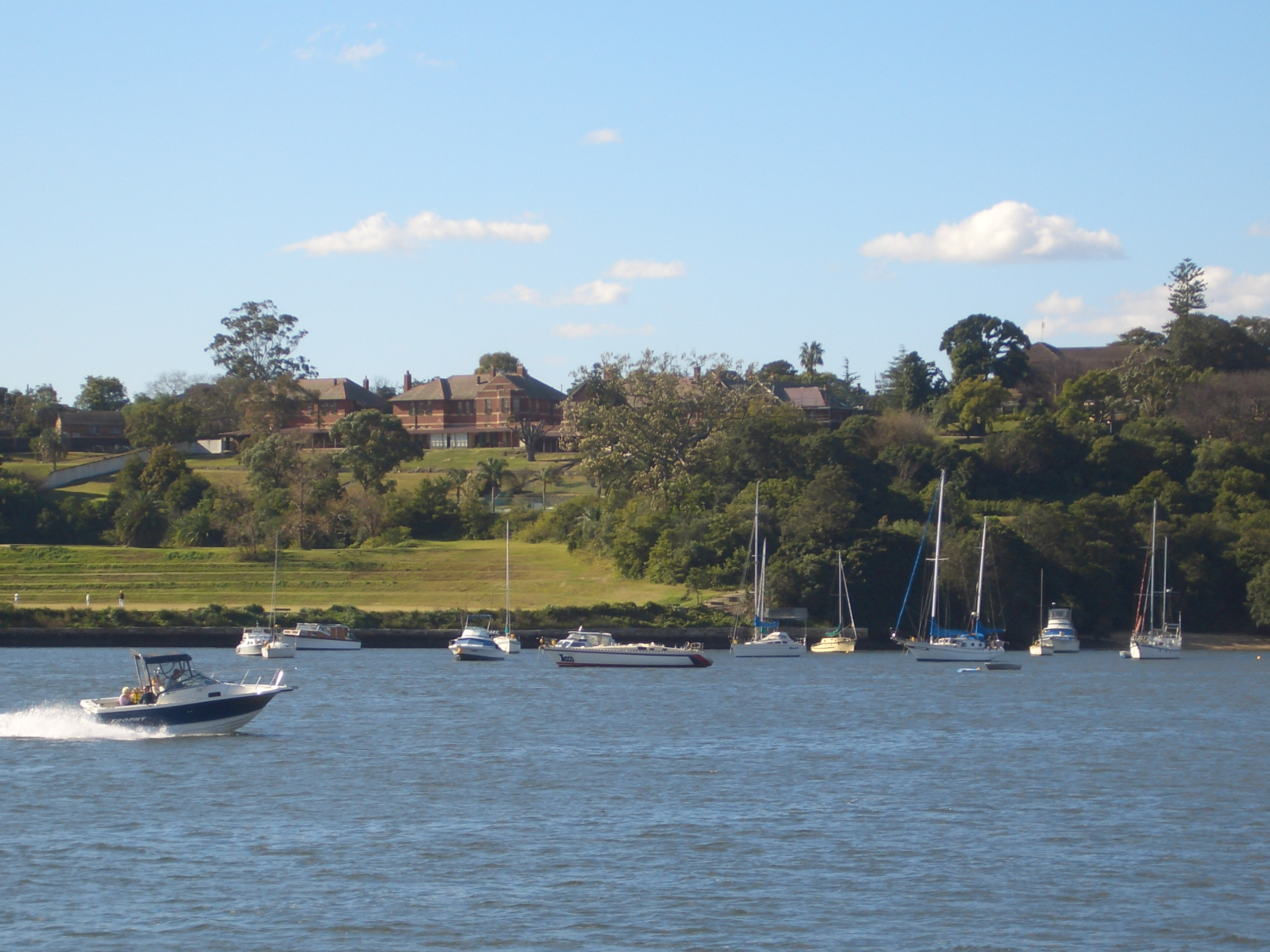
Parramatta River bei Gladesville
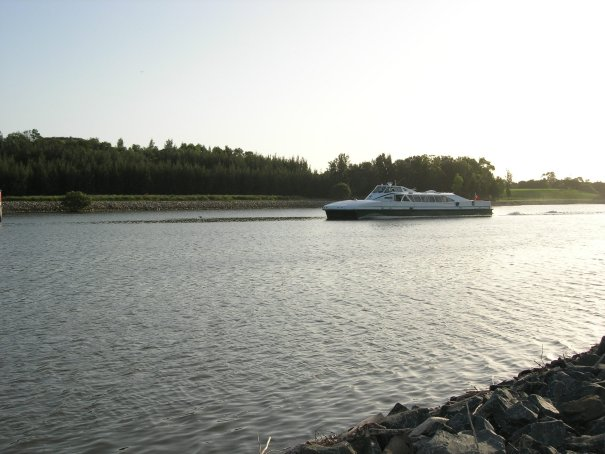
Parramatta River bei Ermington
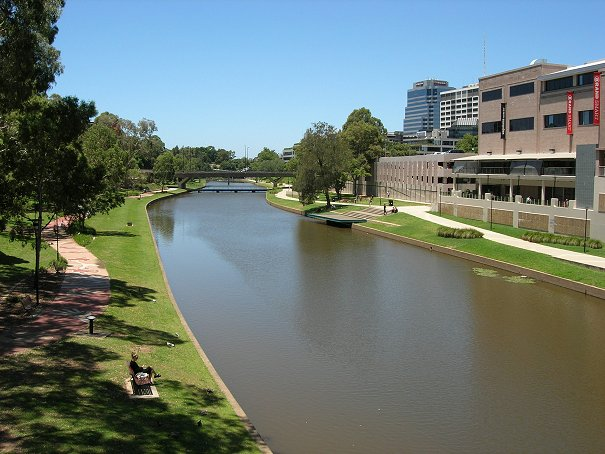
Parramatta River bei  Parramatta City

## Verkehr

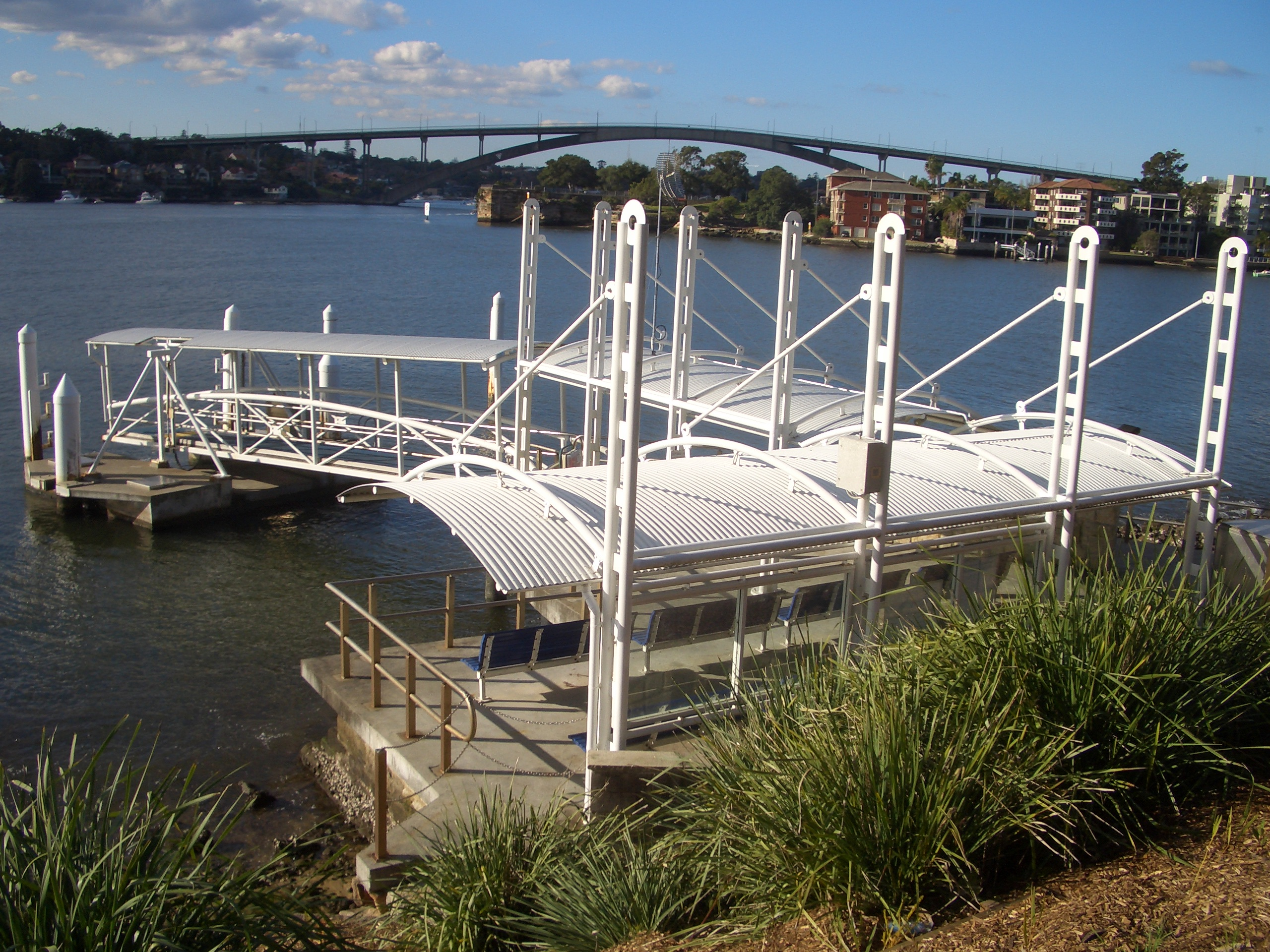
Fähranleger in Chiswick mit der Gladesville Bridge im Hintergrund

### Fährbetrieb und Anlegestellen
Der Parramatta River wird von River Cat-Fähren befahren, die bis zum Circular Quay fahren. Die wichtigsten Anlegestellen sind:
- Parramatta City (Südufer)
- Sydney Olympic Park, (Südufer)
- Meadowbank, (Nordufer)
- Kissing Point, (Nordufer)
- Cabarita Park, (Südufer)
- Abbotsford, (Südufer)
- Five Dock, (Südufer)
- Gladesville, (Nordufer)

### Flussquerungen

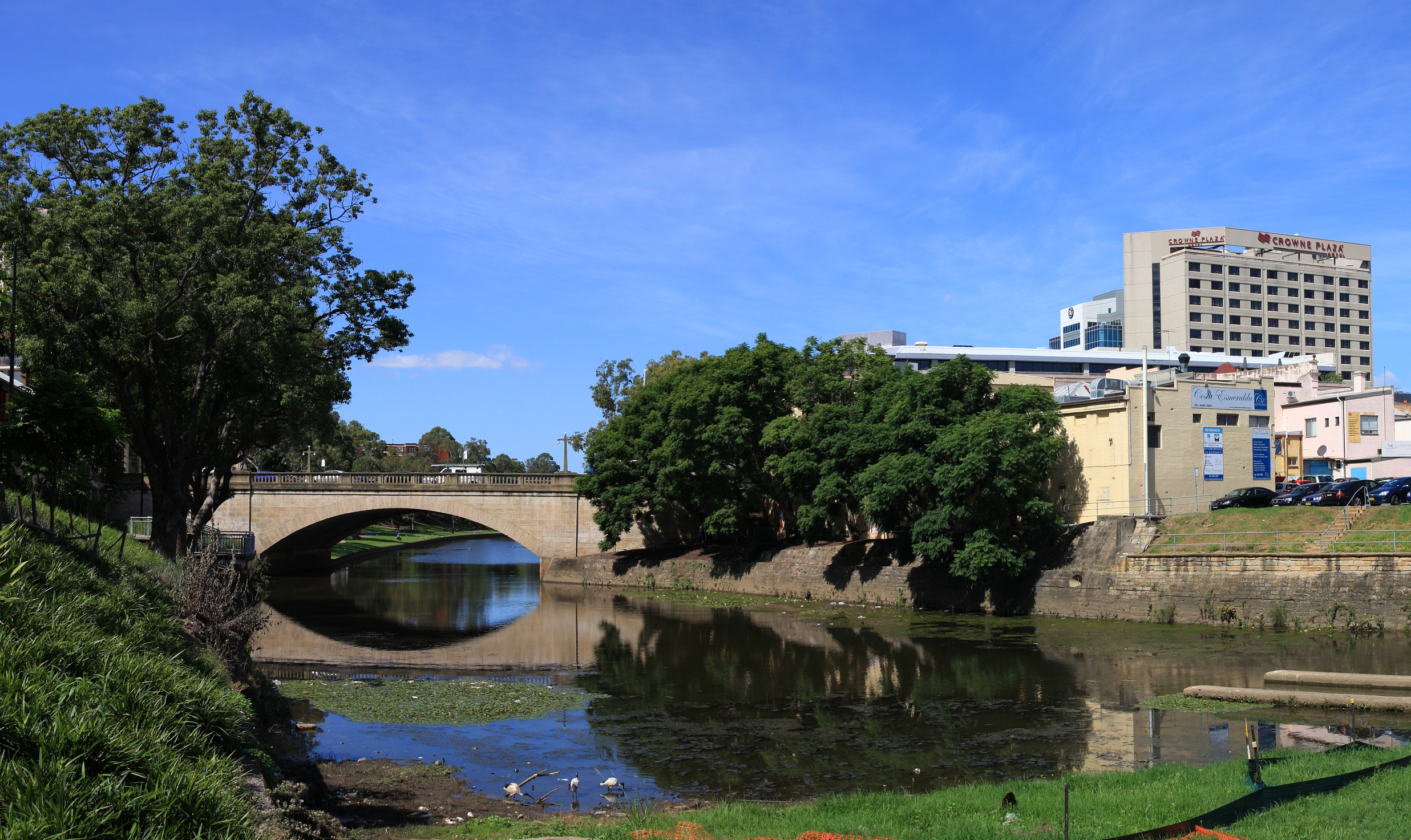
Lennox Bridge in Parramatta

Der Parramatta River ist zusammen mit dem Hafen der wichtigste Wasserweg in Sydney. Seit der Besiedlung durch die europäischen Einwanderer bildeten Fluss und Hafen eine perfekte Barriere für die Entwicklung des Gebietes nördlich davon. Sie schneiden Sydney geradezu in zwei Teile. Daher sind viele Flussquerungen extrem wichtig für das Leben in der Stadt. Von Ost nach West (einschließlich des Hafens) sind dies:
- Sydney Harbour Tunnel
- Sydney Harbour Bridge
- Gladesville Bridge
- Mortlake Ferry (die letzte Autofähre am Fluss)
- Ryde Bridge (heute eine Doppelbrücke)
- Alte Eisenbahnbrücke in Meadowbank (heute Fußgänger- und Fahrradbrücke)
- John Whitton Bridge (neue Eisenbahnbrücke)
- Silverwater Bridge
- Thackeray Bridge (Fußgängerbrücke) in der Nähe des Fähranlegers Rydalmere
- Eisenbahnbrücke der Carlingford Line mit anschließender Rohrbrücke
- Brücke am James Ruse Drive
- Gasworks Bridge in Parramatta (historische Eisengitterbrücke, die nach den früheren Gaswerken benannt wurde)
- Bridge of Oars in Parramatta
- Barry Wilde Bridge in Parramatta
- Lennox Bridge in Parramatta

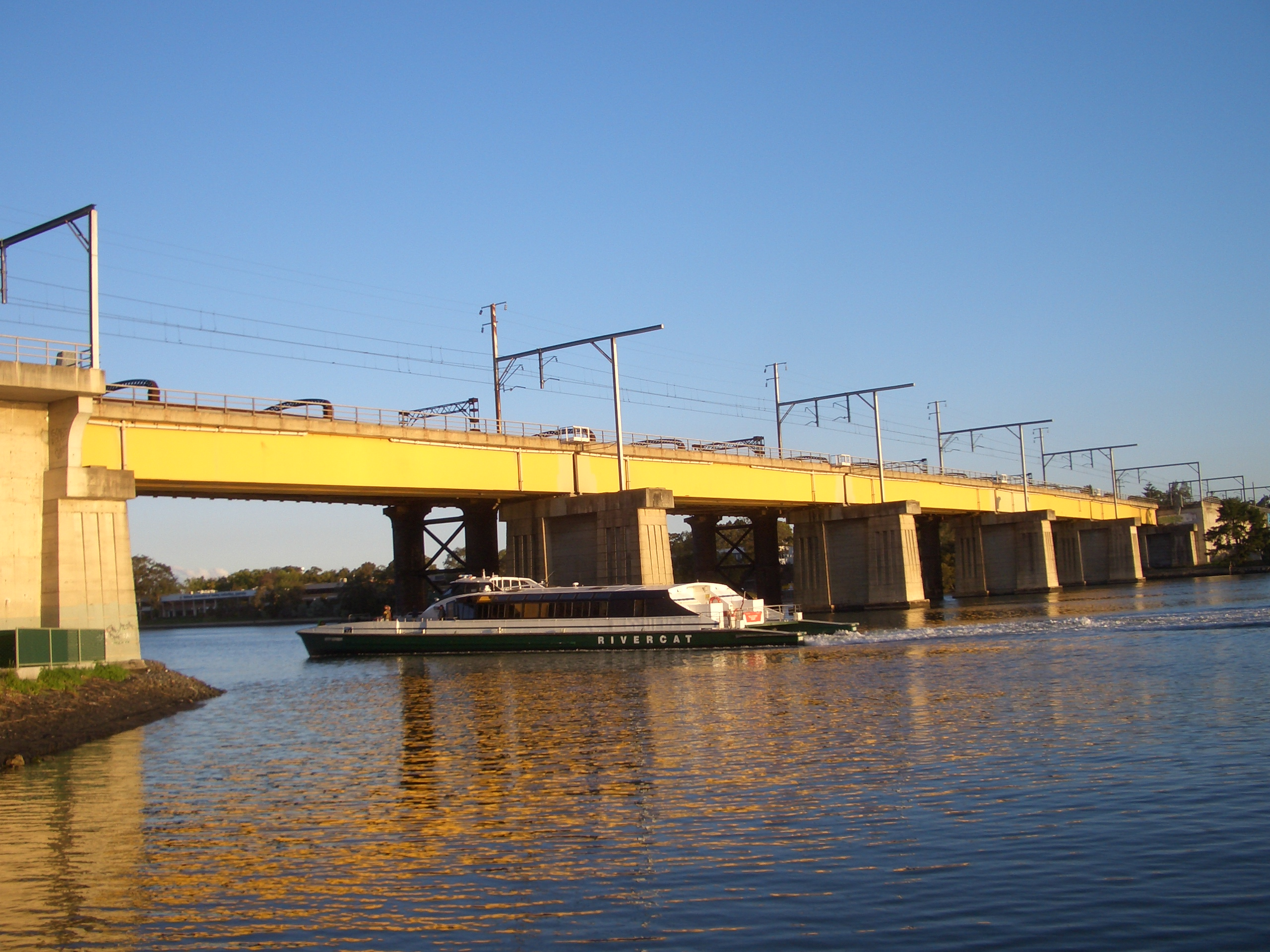
John Whitton Bridge in Meadowbank
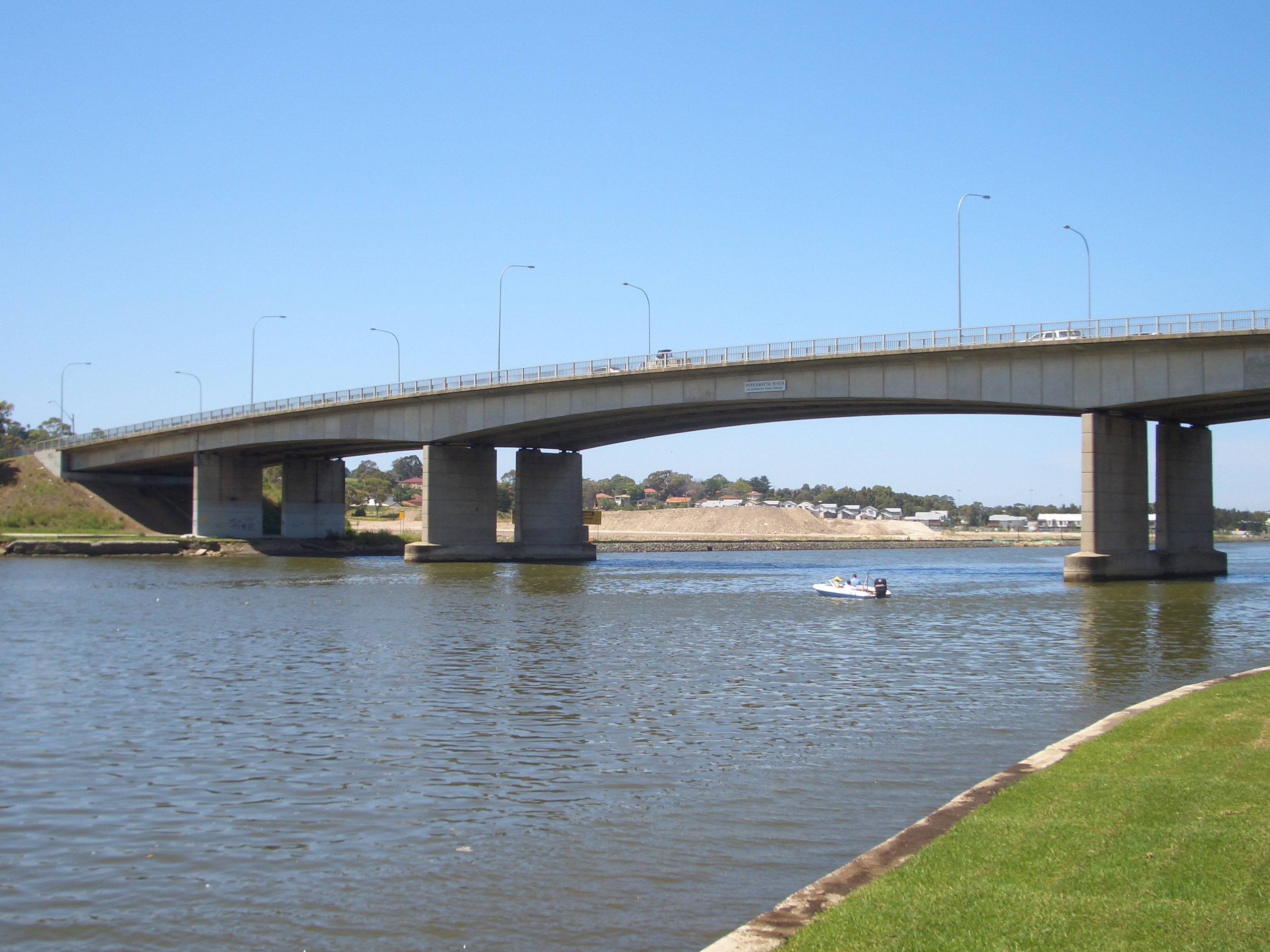
Silverwater Bridge
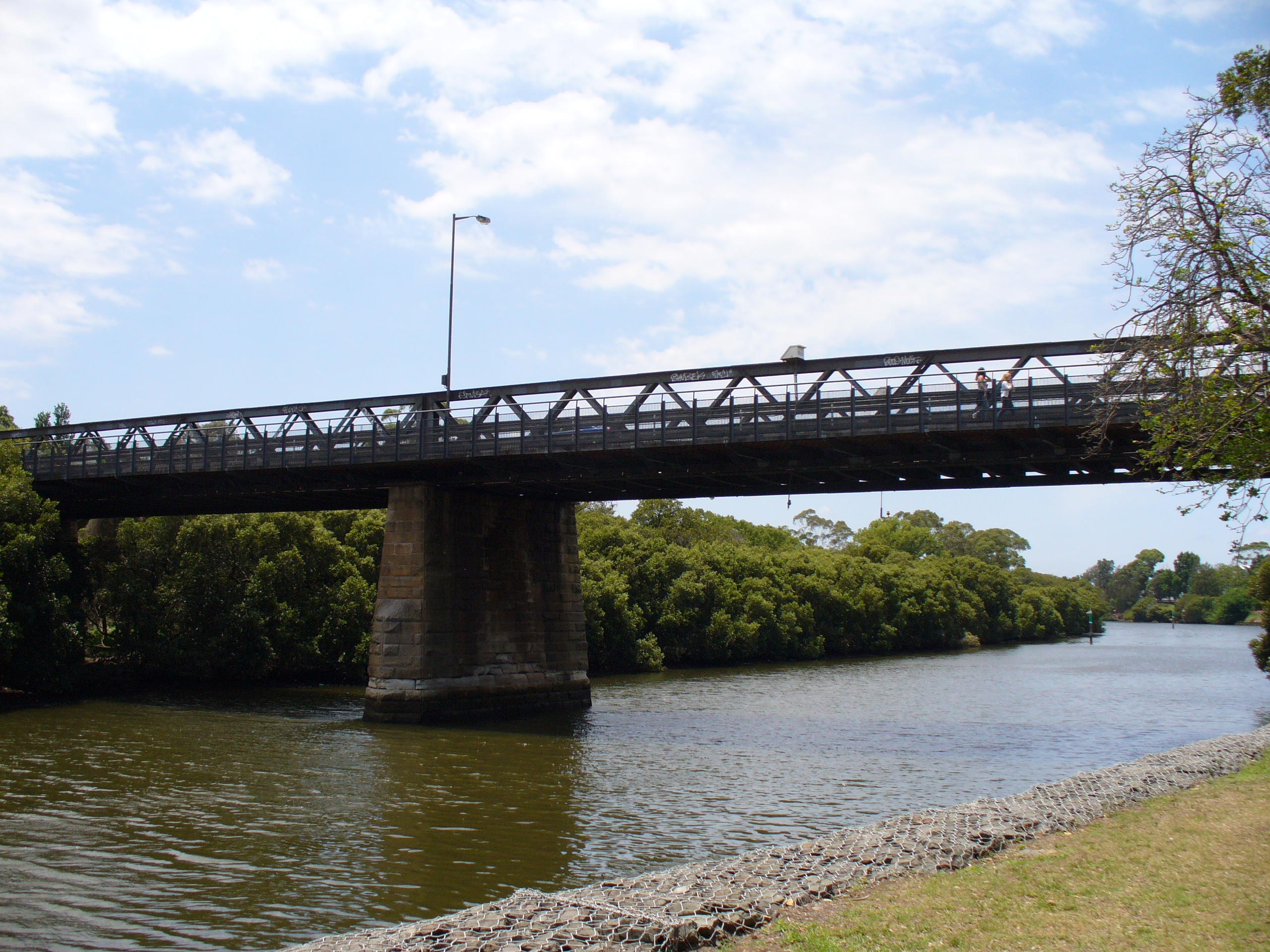
Gasworks Bridge in Parramatta
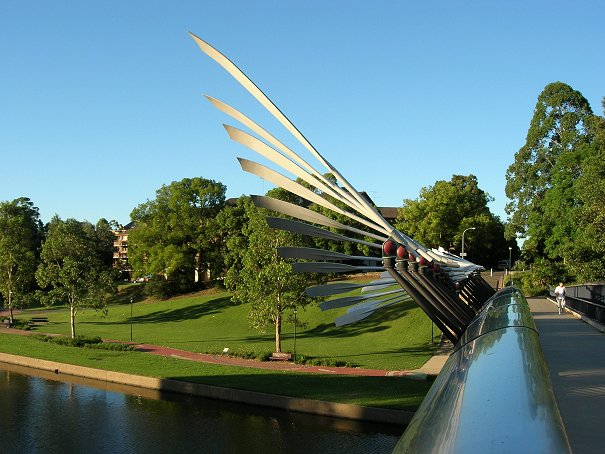
Bridge of Oars in Parramatta

## Ökologie und Umwelt

### Wasserqualität
Bis 1970 dienten Fluss und Hafen als offener Abwassergraben für Sydneys Industrie und so sind die Buchten am Südufer des Mittellaufes mit verschiedenen Schwermetallen und Chemikalien verschmutzt. Die Buchten am Nordufer sind nicht so stark betroffen, da die Sydney Harbour Bridge erst 1932 fertiggestellt wurde und sich so die Industrie eher am Südufer des Hafens ansiedelte.
Dr. Gavin Birch von der University of Sydney hat etliche Unterlagen veröffentlicht, aus denen hervorgeht, dass der Hafen von Sydney genauso verschmutzt ist wie die meisten anderen Häfen in Industriestädten, dass die meisten Ablagerungen sich in den Buchten am Südufer des Mittellaufes (Blackwattle Bay und Homebush Bay) finden, dass es fünf besonders verschmutzte Bereiche im Hafen von Sydney gibt und dass vier davon im Flusssystem des Parramatta liegen.
Die meistverschmutzten Bereiche am Parramatta River sind:
- Homebush Bay – Dioxine, Blei, Phthaleate, DDT, PAK (Kohlenteere), vor allen Dingen aus den nahegelegenen Chemiefabriken von Berger Paints, CSR Chemicals Ltd., ICI / Orica und Union Carbide.
- Iron Cove – verschiedene Metalle und Chemikalien ohne identifizierbare Quelle. Die Verschmutzungen kommen evtl. Vom Iron Cove Creek oder vom Hawthorne Canal.
- Vor dem Gelände der ehemaligen Australian Gas Light Company (AGL), heute saniert als Breakfast Point.

Die Wasserqualität wird von der Umweltbehörde von New South Wales auf Verschmutzung durch Fäkalkeime und E.-Coli-Bakterien überwacht, aber nach Westen nur bis Cabarita. Die Behörde untersucht die Wasserqualität in den westlicher gelegenen Flussabschnitten nicht, obwohl sich dort weitere Industriebetriebe niedergelassen haben und der Fluss von Freizeitbooten befahren wird. In den überwachten Bereichen ist die Wasserqualität im Allgemeinen zufriedenstellend, außer nach heftigem Regen.

### Fischerei
Am Parramatta River bestehen auf Grund der bekannten Verschmutzungen verschiedene Fischereiverbote. In der Homebush Bay ist wegen des Dioxins das Fischen vollständig verboten und im gesamten Hafengebiet, sowie allen Zuflüssen, besteht ein Verbot kommerzieller Fischerei, auch im Parramatta River.
Der Parramatta River ist einer der wenigen nennenswerten Küstenflüsse in New South Wales, der nicht der Healthy Rivers Commission Investigation (Untersuchung der Kommission für gesunde Flüsse) unterzogen wurde. Der Cooks River und die Botany Bay wurden bereits untersucht. Manche Leute fordern solch eine Untersuchung auch für das Parramatta-Flusssystem, sodass man alle Informationen über den Zustand des Flusses und seiner Ablagerungen, sowie seines Fischbestandes sammelt und so das Wasserwirtschaftsmanagement unterstützt.

### Wichtige Feuchtgebiete und andere Schutzgebiete
Wichtige Feuchtgebiete sind:
- Bicentennial Park Wetlands
- Newington Wetlands

Es gibt wesentliche Ansiedlungen von Mangroven am Fluss westlich von Henley (am Nordufer) und Mortlake (am Südufer), sowie im Lane Cove River. Die Mangroven haben Land urbar gemacht, das vorher Salzmarsch war. Die Untersuchung historischer Zeichnungen und Beschreibungen zeigt, dass zur Zeit der britischen Kolonisation die Mangrovengebiete kleiner waren. Auf Informationstafeln in der Glades Bay ist dargestellt, dass dort, wo heute extensive Mangrovenansiedlungen zu finden sind, früher offenes Wasser, Sandstrände und Felsen zu finden waren. Die Rodung und Bewirtschaftung des Landes hat dafür gesorgt, dass Erde und Nährstoffe in den Fluss gespült wurden. Dies schuf einen idealen Lebensraum für Mangroven. Die exzessive Verschlammung des Flusses ist ein wachsendes Problem.

### Landgewinnung
Viele Gebiete am Fluss, besonders die sumpfigen Landzungen wurden trockengelegt, wobei sie oft als Mülldeponie dienten und später in Spielplätze verwandelt wurden. Große Teile des Meadowbank Parks entstanden so. Auch viele Industriegebiete wurden so dem Fluss abgerungen, besonders in der Homebush Bay. Die meisten Bäche, die in die Buchten münden, wurden kanalisiert, d. h. Ufer und Bachbett betoniert.

### Sanierung
Viele Flussgebiete mit stark kontaminierten Ablagerungen wurden bis heute nicht saniert, jedoch beginnen solche Arbeiten gerade in der Homebush Bay. Dies betrifft die Dioxinablagerungen bei der früheren Union-Carbide-Fabrik und die Bleiablagerungen bei der früheren Berger-Paints-Fabrik. Der frühere AGL-Standort wurde analysiert und ein Sanierungsplan ausgearbeitet und genehmigt. Der Plan wurde durchgeführt und mit dem Bau von mittelhohen und hohen Appartementhäusern begonnen. Aber die von der AGL stammenden Ablagerungen wurden noch nicht ausreichend beseitigt, wie unabhängige Studien beweisen.
In anderen Flussgebieten wurden die Ablagerungen mit Beton abgedeckt, um die Fische, die sich von der Bodenflora und -fauna ernähren, zu schützen. Viele dieser Firmen plädieren dafür, die giftigen Ablagerungen unangetastet zu lassen, aber Umweltschützer geben zu bedenken, dass sie in die Nahrungskette gelangen könnten, und behaupten, die Firmen wollten sich nur die Beseitigungskosten sparen.

## Freizeitaktivitäten

### Segeln
Es gibt etliche Segel- und Jachtclubs am Fluss:
- Abbotsford 12ft Flying Squadron in Abbotsford
- Concord & Ryde Sailing Club in  Putney[2]
- Parramatta River Sailing Club in Gladesville[3]

Das Segeln und das Rudern ist durch eine jährlich erneuerte Zulassung von Sydney Waterways erlaubt.

### Sea Scouts
Es gibt Sea Scouts:
- First Yaralla in Rhodes
- First Epping in Meadowbank

### Rudern
Der Fluss hat eine lange Rudertradition. Bei Henley gibt es ein Ehrenmal für Henry Seale, einen Ruderchampion seiner Zeit. Folgende Schulen haben Rudermannschaften (Auswahl):
- MLC School
- The King’s School
- Sydney Boys High School
- Newington College
- The Scots College
- Sydney Grammar School
- Shore School

Es gibt auch eine Reihe von Ruderclubs:
- Leichhardt Rowing Club in Iron Cove
- Drummoyne Rowers in Iron Cove
- Sydney Rowing Club in Abbotsford
- UTS Haberfield in Haberfield
- Balmain

Es gibt noch einige jährlich stattfindende Ruderregatten auf dem Fluss, vor allen Dingen in Iron Cove und in der Hen and Chicken Bay, aber die meisten Regatten finden heute im Sydney International Regatta Centre (SIRC) statt, wo 2000 die olympischen Ruderwettbewerbe abgehalten wurden. Früher wurden GPS Schoolboy Head of the River-Regatten auf dem Parramatta River abgehalten; später wurden sie auf den Nepean River und dann in das SIRC verlegt.
Die meisten Rudertrainings finden am Mittel- und Oberlauf des Flusses zwischen Abbotsford und Homebush Bay statt, weil es dort weniger Verkehr (daher weniger Wellen) und größeren Windschutz gibt. Gerudert wird auch auf dem Lane Cove River und in Iron Cove, wo ebenfalls wenig Verkehr herrscht.

### Fuß- und Radwege
Viele Uferbereiche sind noch in den Händen der Industrie oder privater Anrainer, aber es gibt auch zunehmend öffentlich zugängliches Ufergelände mit Fuß- und Radwegen. Wo früheres Industriegelände saniert wird, werden die Uferbereiche für die Öffentlichkeit zugänglich gemacht. Wo eine Trassierung am Ufer nicht möglich ist, werden Radwege durch ruhige Wohngebiete geführt, wo sie deutlich von der Fahrbahn abgrenzt werden.
Wichtige Uferparks sind:
- Cabarita Park
- Kissing Point Park in Ryde
- Meadowbank Park
- Putney Park
- George Kendall Riverside Park in Ermington
- Bicentennial Park in der Homebush Bay
- Millennium Parklands in Homebush/Auburn

### Denkmäler
Wichtige denkmalgeschützte Gebäude am Fluss oder in der Nähe sind z. B.:
- Thomas Walker Convalescent Hospital (heute ‘’Rivendell Child, Adolescent and Family Unit’’), von Sir John Sulman entworfen und 1891–1893 gebaut.
- Callan Park, ein früheres psychiatrisches Krankenhaus mit schönen Sandsteinbauten, die 1877 von James Barnet entworfen wurden.
- Gladesville Mental Hospital mit Sandsteinbauten und parkähnlichen Gärten, entworfen 1836 von Mortimer Lewis.
- Yaralla,  im italienischen Stil gebautes Herrenhaus von Thomas Walker und seiner Tochter Dame Eadith Walker, Wohltäter der Gemeinde Concord, heute Dame Eadith Walker Hospital. Es wurde in den 1860er-Jahren errichtet und erhielt von Sir John Sulman entworfene Anbauten.
- Newington, ein Regency-Haus, das 1832 von John Blaxland erbaut wurde. 1863 wurde die Immobile von den Wesleyans erworben und in das Newington College umgewandelt. Später wurde daraus ein Verwaltungsgebäude des Silverwater-Gefängnisses.

Die obengenannten Gebäude sind alle im australischen Denkmalregister gelistet.